# Delight (Arkansas)
Pour les articles homonymes, voir Delight (homonymie).
Delight est un village situé dans l’État américain de l'Arkansas, dans le comté de Pike.